# 578053 Jordillorca
578053 Jordillorca este o planetă minoră (asteroid) din centura de asteroizi. A fost descoperită pe 26 noiembrie 2013 la  de  și a fost numită după Jordi Llorca⁠(d). 
Obiectul prezintă o orbită caracterizată de o semiaxă mare de 2,7506824585299 UAi, o excentricitate de 0,1398659640156, o înclinație de 13,627089951964 ° în raport cu ecliptica.